# Hystrix sumatrae
Їжатець суматранський (Hystrix sumatrae) — вид гризунів із родини їжатцеві роду їжатець (Hystrix). Hystrix sumatrae був спочатку включений до виду Hystrix crassispinis, дуже схожого виду, що мешкають на сусідньому острові Борнео. Обидва були пізніше розділені на основі розміру тіла і діаметра голок. Hystrix sumatrae менші за розміром і мають набагато тонші голки, ніж H. crassipinis.

## Морфологія
Тварини відносно невеликі. Довжина від носа до кінчика задніх від 45 до 56 см при середньому значенні 54 см. Довжина хвоста складає від 2.5 до 19 см, в середньому 10 см. Вони важать 3.8—5.4 кг. Тварини покриті гострими плоскими голками, брязкальні голками, і жорсткою щетиною. Голки і щетинки можуть бути довжиною до 16 см і бути менш чи більш гнучким на щоках, низу і ступнях. Брязкальні голки розташовані на хвості і мають порожні кінці, виробляючи свистоподібний брязкальний звук при струшуванні. Брязкальні голки не розвинуті до досягнення зрілості. Тварини темно-коричневого кольору, хоча приблизно половина їх голок і щетинок мають білі кінчики, надаючи їм чітко плямистого, сірого кольору. Вони часто мають брудно-білі плями на нижній стороні шиї. H. sumatrae не мають гребеня, як деякі інші члени роду Hystrix.

## Поведінка
Живе на о. Суматра на висотах від рівня моря до 300 м у тропічних лісах. Знаходить притулок у земляних печерах, скельних тріщинах, і під деревами, що впали; живе у лісах, кинутих і культивованих насадженнях і в жорстких кам'янистих районах. По деревах лазить погано, вживає рослинну їжу. Це насамперед нічні тварини. Як повідомляється, H. sumatrae  добре плаває. Тварини використовують анальні залози, щоб відзначити свою територію. Це легко сказати, коли тварини стривожені, бо вони тупають ногами, підіймають і брязкають голками.